# ジョエル・ロサリオ
ジョエル・ロサリオ（Joel Rosario、1985年1月14日 - ）はアメリカ合衆国の騎手である。ドミニカ共和国・サントドミンゴ出身。香港における名前の中文表記は「羅沙理奧」。

## 来歴
1985年、ドミニカ共和国の首都サントドミンゴ郊外にある農家に生まれる。13歳の時にレースを観戦して騎手を目指すことを決意し、騎手養成学校に半年間通った後、14歳でプロデビューを果たす。ドミニカ共和国で4度リーディングジョッキーの座に輝いた後、2006年からアメリカ合衆国・カリフォルニア州に拠点を移した。
アメリカ移籍後初めて年間を通して騎乗した2007年には前年の29勝から大幅増となる154勝を挙げ、頭角を現す。2009年には初の200勝超えとなる284勝を記録し、2014年まで6年連続で年間200以上の勝ち星を挙げた。2010年には自己最多の305勝を記録している。2012年からは東海岸に拠点を移している。
2013年にはアニマルキングダムに騎乗してドバイワールドカップを制覇した。その2ヶ月後にはオーブでケンタッキーダービーを制し、世界にその名を轟かせた。
2014年のベルモントステークスではトーナリストに騎乗し、アメリカクラシック三冠達成を目指した二冠馬カリフォルニアクロームを下して勝利した。
2015年4月23日、キーンランド競馬場にて通算2000勝を達成。
2018年3月にアメリカ合衆国の市民権を取得した。同年のブリーダーズカップでは1日目に2歳牡牝のチャンピオン決定戦であるブリーダーズカップ・ジュヴェナイルとブリーダーズカップ・ジュヴェナイルフィリーズをダブル制覇し、2日目にはアクセラレートでブリーダーズカップ・クラシックを制覇した。

## 主な騎乗馬

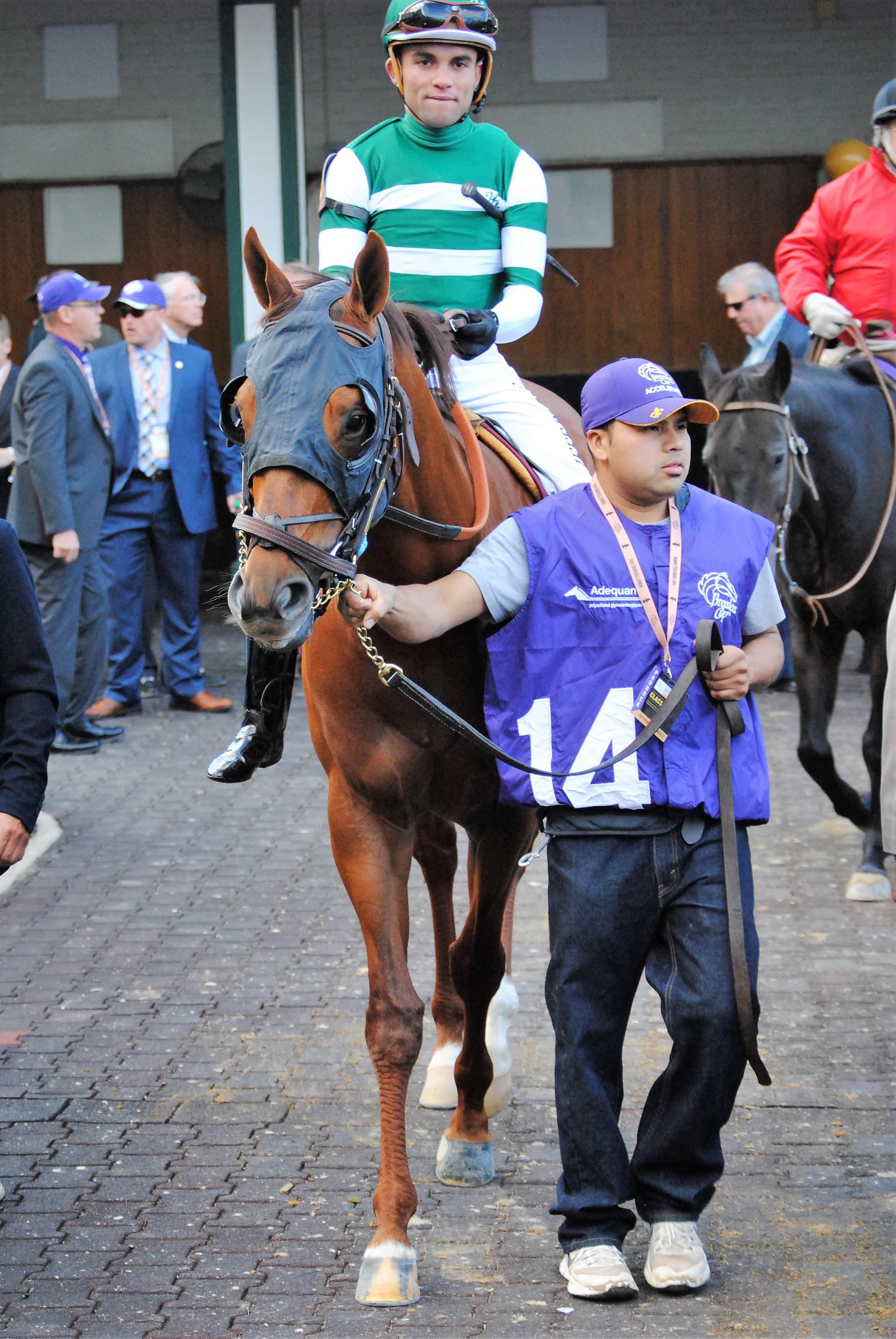
2018年ブリーダーズカップ・クラシックでアクセラレートに騎乗するロサリオ

- ダンシングインシルクス（英語版）（2009年ブリーダーズカップ・スプリント）
- アニマルキングダム（2013年ドバイワールドカップ）
- オーブ（2013年ケンタッキーダービー）
- トーナリスト（英語版）（2014年ベルモントステークス、ジョッキークラブゴールドカップ）
- ウェイヴェルアベニュー（2015年ブリーダーズカップ・フィリー&メアスプリント）
- マインドユアビスケッツ（2016年マリブステークス、2017年・2018年ドバイゴールデンシャヒーン）
- ストーミーリベラル（2017年ブリーダーズカップ・ターフスプリント）
- アクセラレート（2018年ブリーダーズカップ・クラシック、パシフィッククラシックステークス、オーサムアゲインステークス）
- ヨシダ（2018年ウッドワードステークス）
- ゲームウィナー（2018年ブリーダーズカップ・ジュヴェナイル、アメリカンファラオステークス）
- ジェイウォーク（2018年ブリーダーズカップ・ジュヴェナイルフィリーズ）
- ニックスゴー（2020年ブリーダーズカップ・ダートマイル、2021年ペガサスワールドカップ、ブリーダーズカップ・クラシック）
- ヴェクイスト（2020年ブリーダーズカップ・ジュヴェナイルフィリーズ）